# Цона Артиђанале Колалбо (Болцано)
Цона Артиђанале Колалбо је насеље у Италији у округу Болцано, региону Трентино-Јужни Тирол.
Према процени из 2011. у насељу је живело 104 становника. Насеље се налази на надморској висини од 1183 м.